# أردبيل
أردبيل مدينة إيرانية تقع شمال غرب البلاد عاصمة محافظة أردبيل قرب الحدود مع أذربيجان.

## موقع
تقع أردبيل على بعد حوالي 70 كم من بحر قزوين، 210 كم عن مدينة تبريز. وعلى متوسط إرتفاع 1263 متر وتصل مساحتها إلى 18.011 كم².

## تاريخ
شيدت هذه المدينة على يد عبد العزيز بن حاتم بن النعمان الباهلي في زمن عبد الملك بن مروان سنة 85 للهجرة

## ديموغرافيه

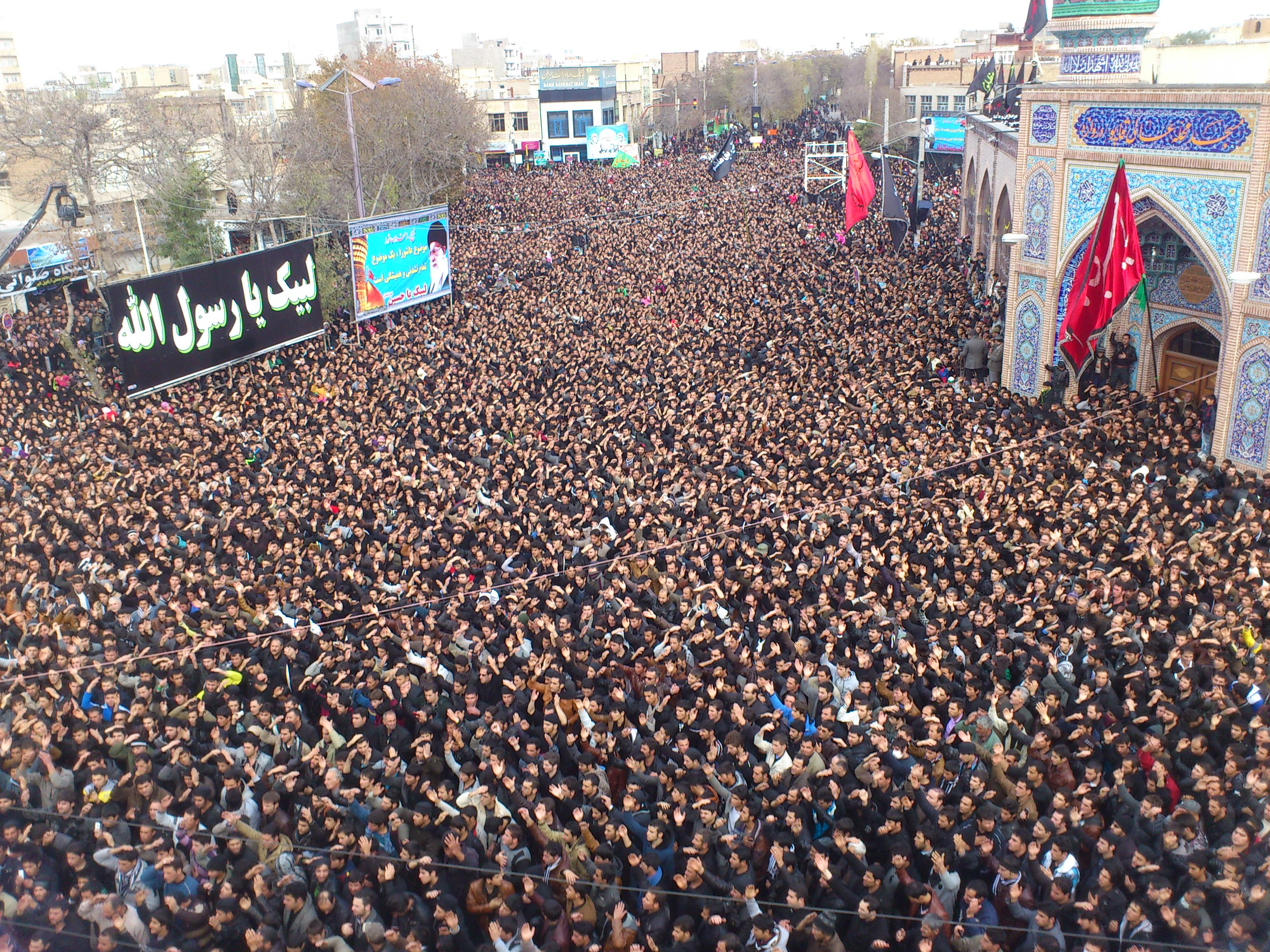
أردبيل في شهر محرم

معظم سكان المنطقة يتكلمون اللغة التركية الآذرية إلا في بعض المناطق؛ حيث يتكلمون باللغة الكردية والطالشية وأكثر سكان هذه المحافظة ينتمون إلى مذهب الشيعة الإثني عشرية.

## المناخ

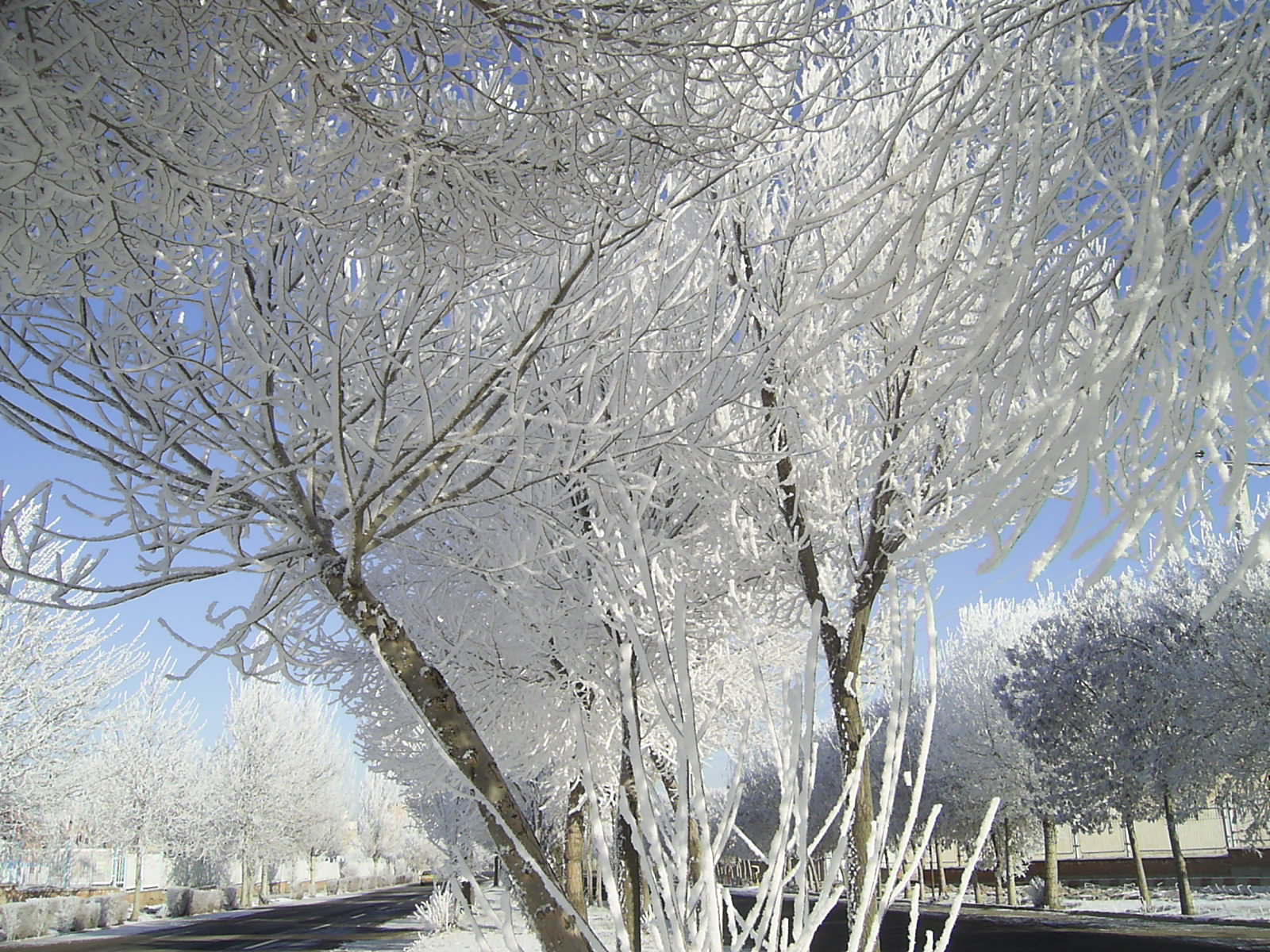
تساقط الثلوج في أردبيل

مناخُ أردبيل باردٌ شتاءً والثلوج تتساقط في فصل الشتاء. صيفاً الجو معتدلٌ، الهواءُ طلق عليل، تتساقط الأمطار صيفاً

## معالم

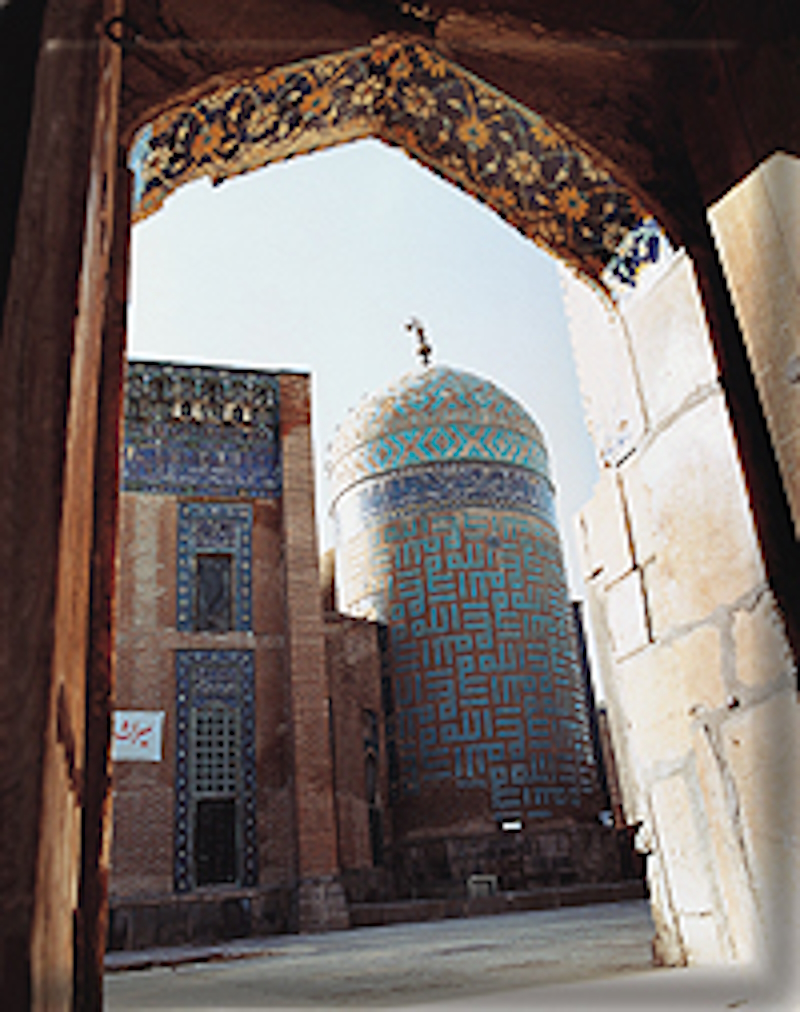
مجمع ضريح وتكية الشيخ صفي الدين

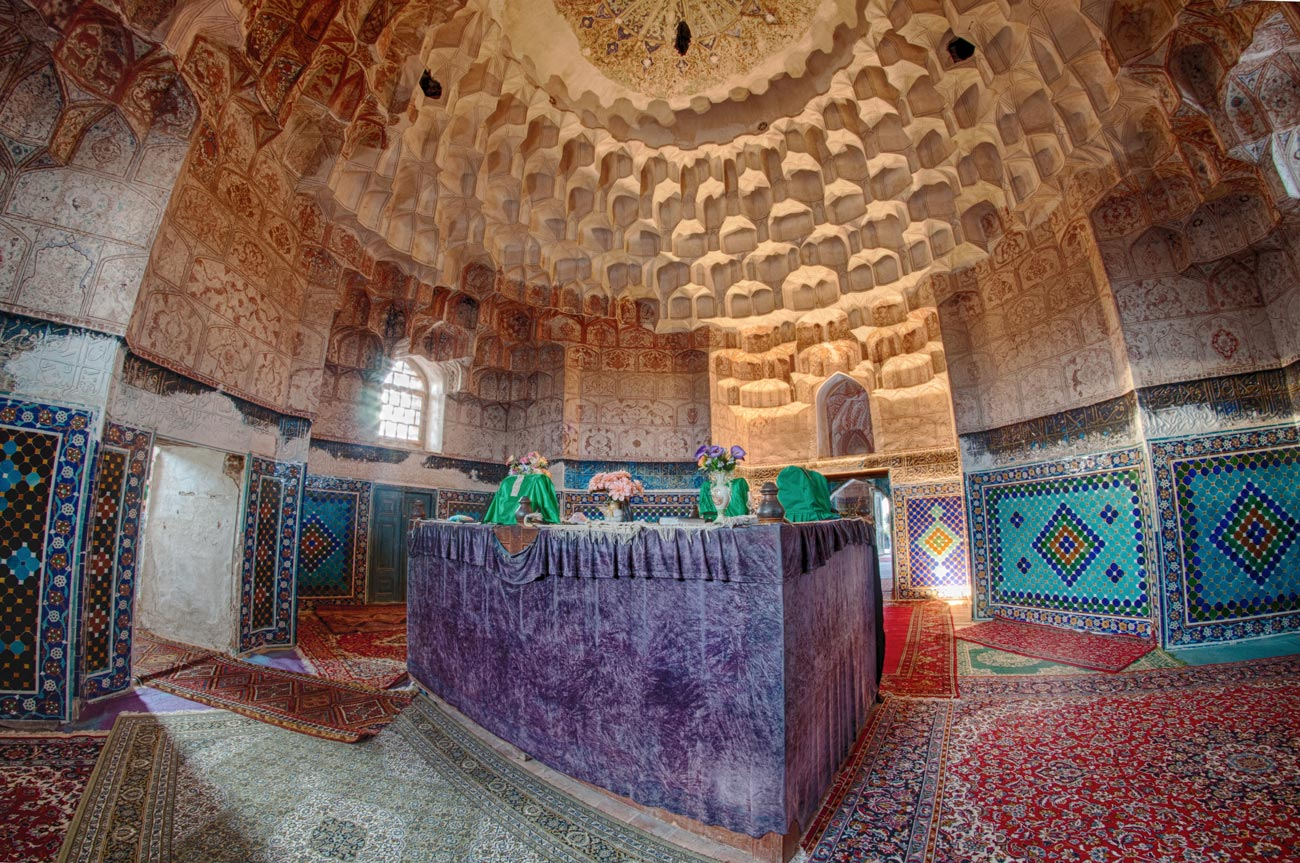
بقعه الشیخ أمین الدین جبرائیل

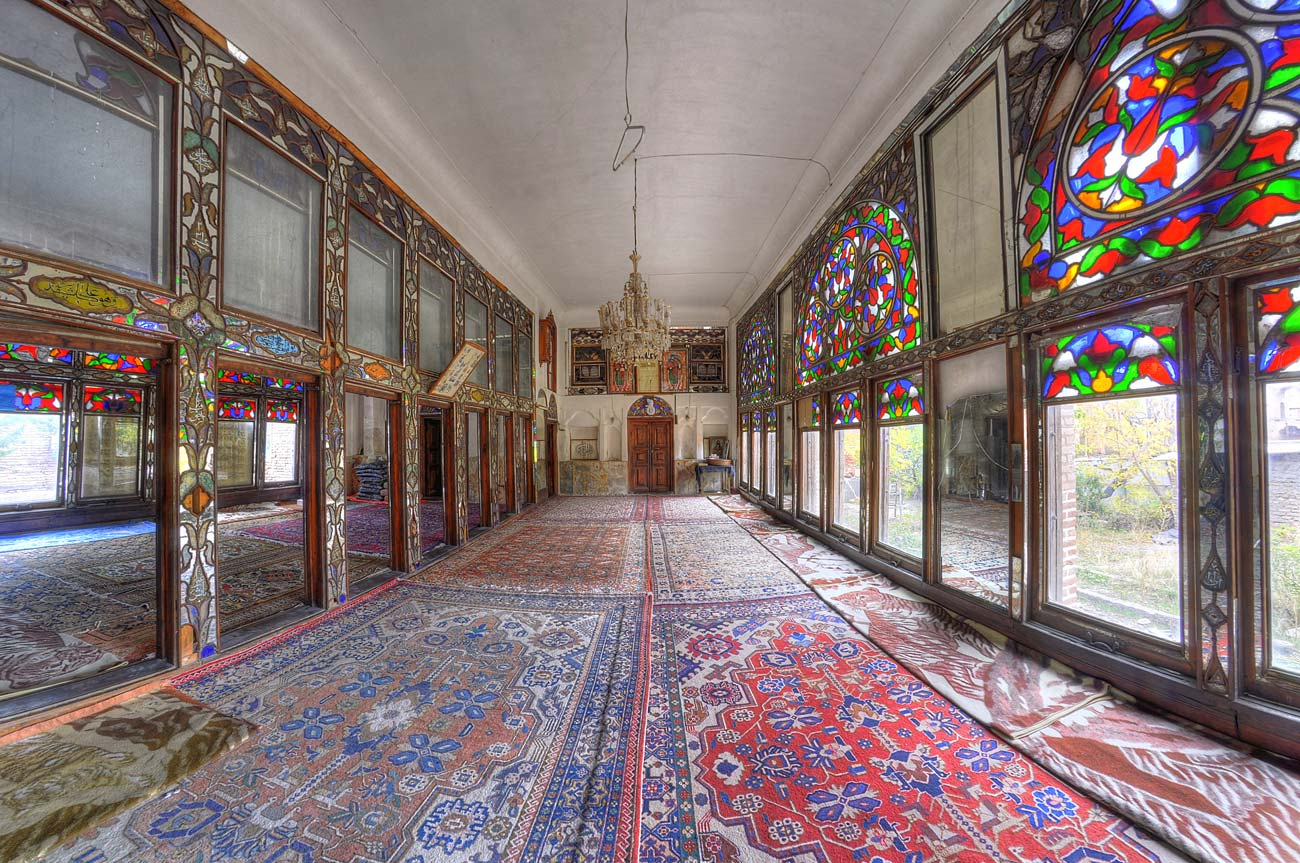
حسینیة مجتهد دلجو

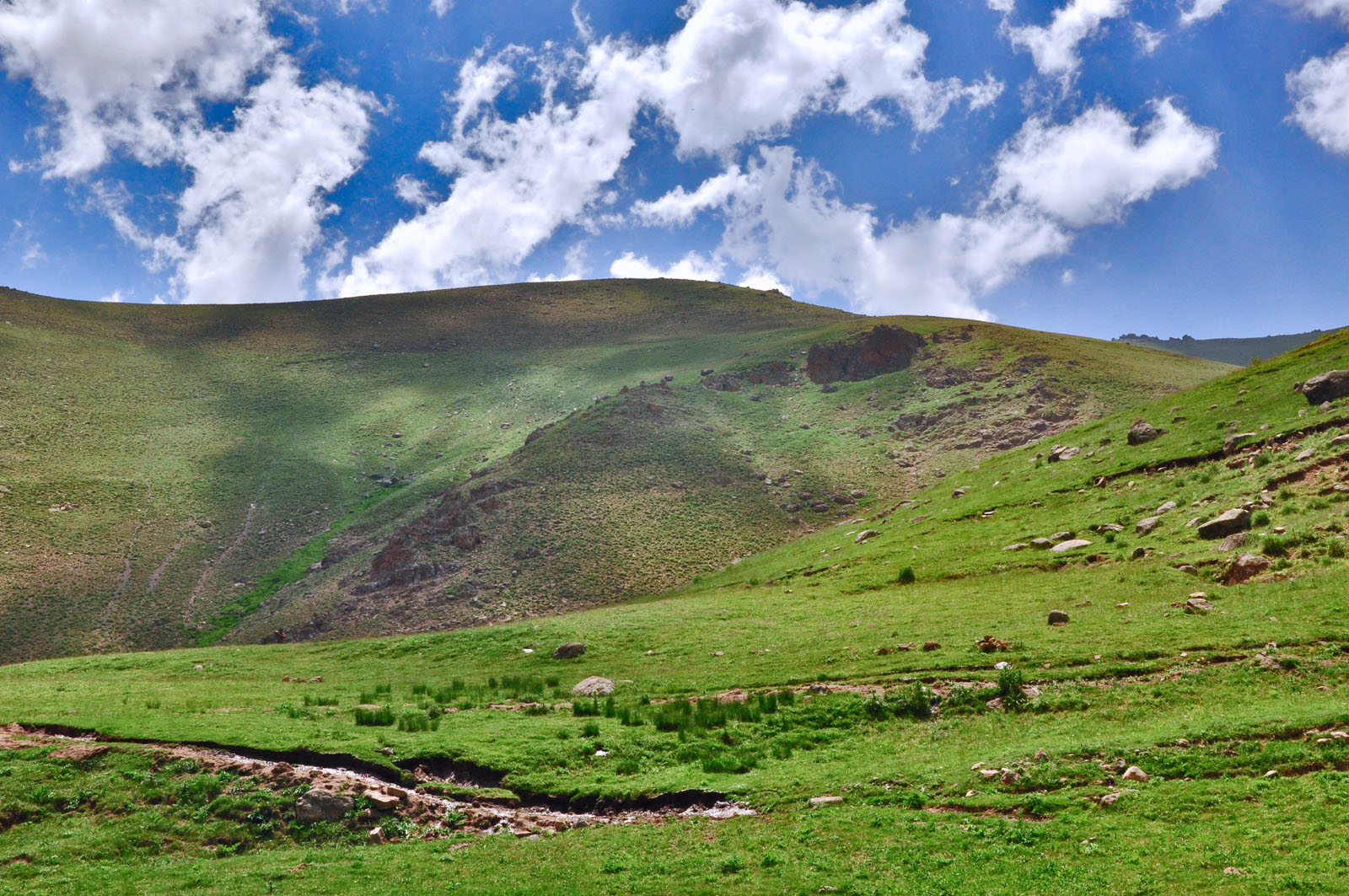
الطبيعة الجبلية في أردبيل

يقع في مدينة أردبيل مجمع ضريح وتكية الشيخ صفي الدين وهو من المواقع الأثرية المدرجة على قائمة اليونسكو قائمة التراث العالمي .

## اقتصاد

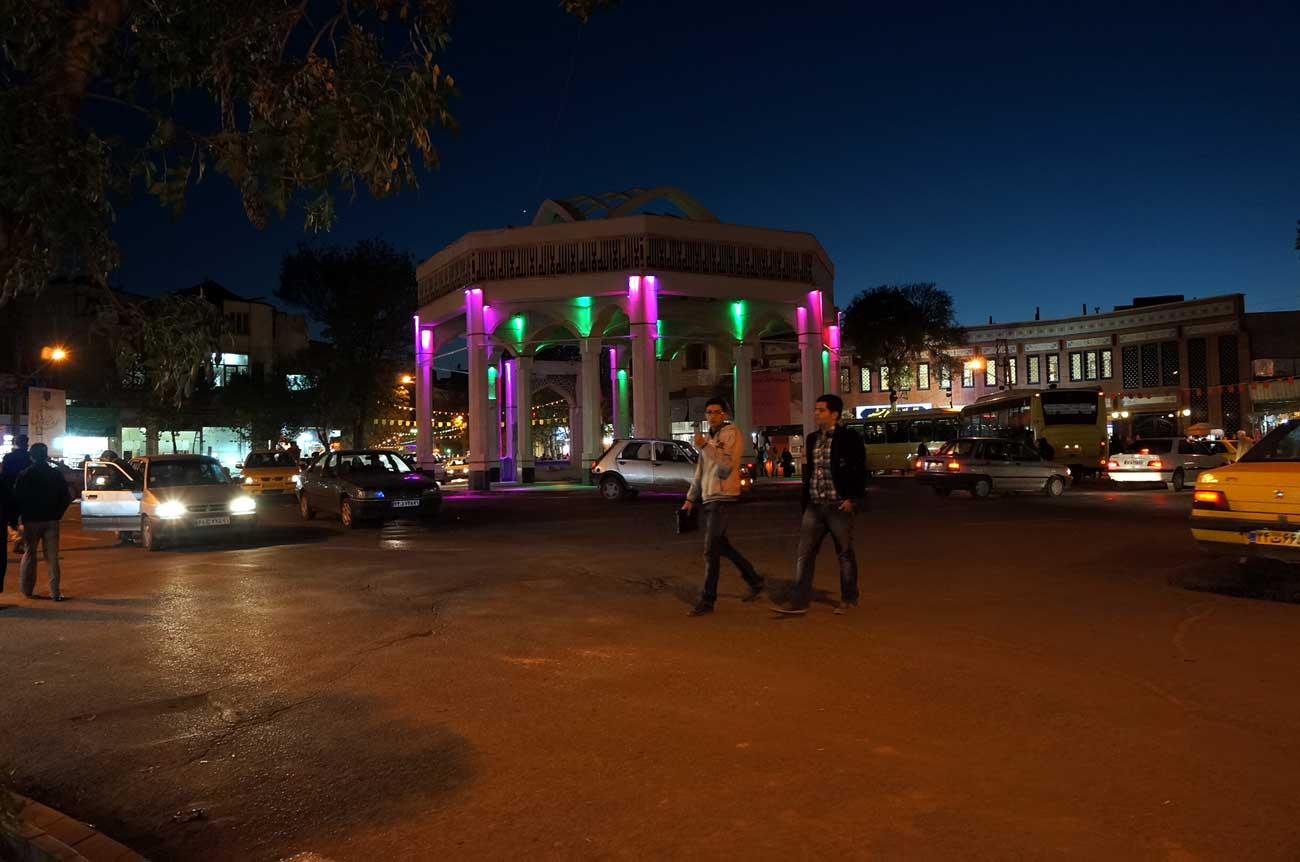
شوارع أردبيل ليلا

تشتهر المدينة بتجارة الحرير والسجاد، ويعتبر سجاد أردبيل من أجود أنواع السجاد الفارسي

## أشخاص معروفون من أردبيل
- الشيخ الصوفي صفي الدين الأردبيلي وهو رأس الأسرة الصفوية.[6]
- الشاه إسماعيل الصفوي مؤسس الدولة الصفوية.
- أمير حسين فردي، كاتب تُوفي في عام 2013م.

## وصلات خارجية
- صفحة أردبيل على موقع فهرس.نت
- أردبيل على موقع المعرفة